# Roger Couderc
Roger Couderc (n. 12 iulie 1918, Souillac, Midi-Pyrénées, Franța – d. 25 februarie 1984, Bron, Rhône-Alpes, Franța) a fost un jurnalist sportiv francez, specialist în rugby.
Comentariile sale entuziaste la televiziune și radio au contribuit la extinderea popularității rugby-ului în Franța. Jucătorii echipei Franței l-au poreclit „al șaisprezecelea om al XV-ului Franței”.